# Dukan
Dukan er den største sø i den kurdiske region i det nordøstlige Irak. 
Søen ligger nær byen Rania.
36°08′N 44°55′Ø / 36.13°N 44.92°Ø